# 爱尔兰农业与食品发展部
爱尔兰农业与食品发展部（Teagasc，爱尔兰语中意为教导），是爱尔兰负责农业食品研发、培训及咨询服务的一个半国有的权威机构。这个机构有大量县级咨询中心、学院及研究中心来执行其主要职能。爱尔兰农业与食品发展部的总部位于卡洛的橡树公园社区（Oak Park Estate）。
这个组织的官方名称为“Teagasc - 农业与食品发展部”（Teagasc - The Agriculture and Food Development Authority）。爱尔兰农业与食品发展部成立于1988年，接替了负责农业研究的农业所（An Foras Taluntais/The Agricultural Institute, AFT）以及负责教育和咨询服务的农业培训委员会（An Chomhairle Oiliúna Talmhaíochta/The Agricultural Training Council, ACOT）。